# Tofta (Gotland)
Tofta is een plaats in de gemeente, landschap en eiland Gotland en de provincie Gotlands län in Zweden. De plaats heeft 62 inwoners (2005) en een oppervlakte van 29 hectare.